# Klover (diamantbewerking)

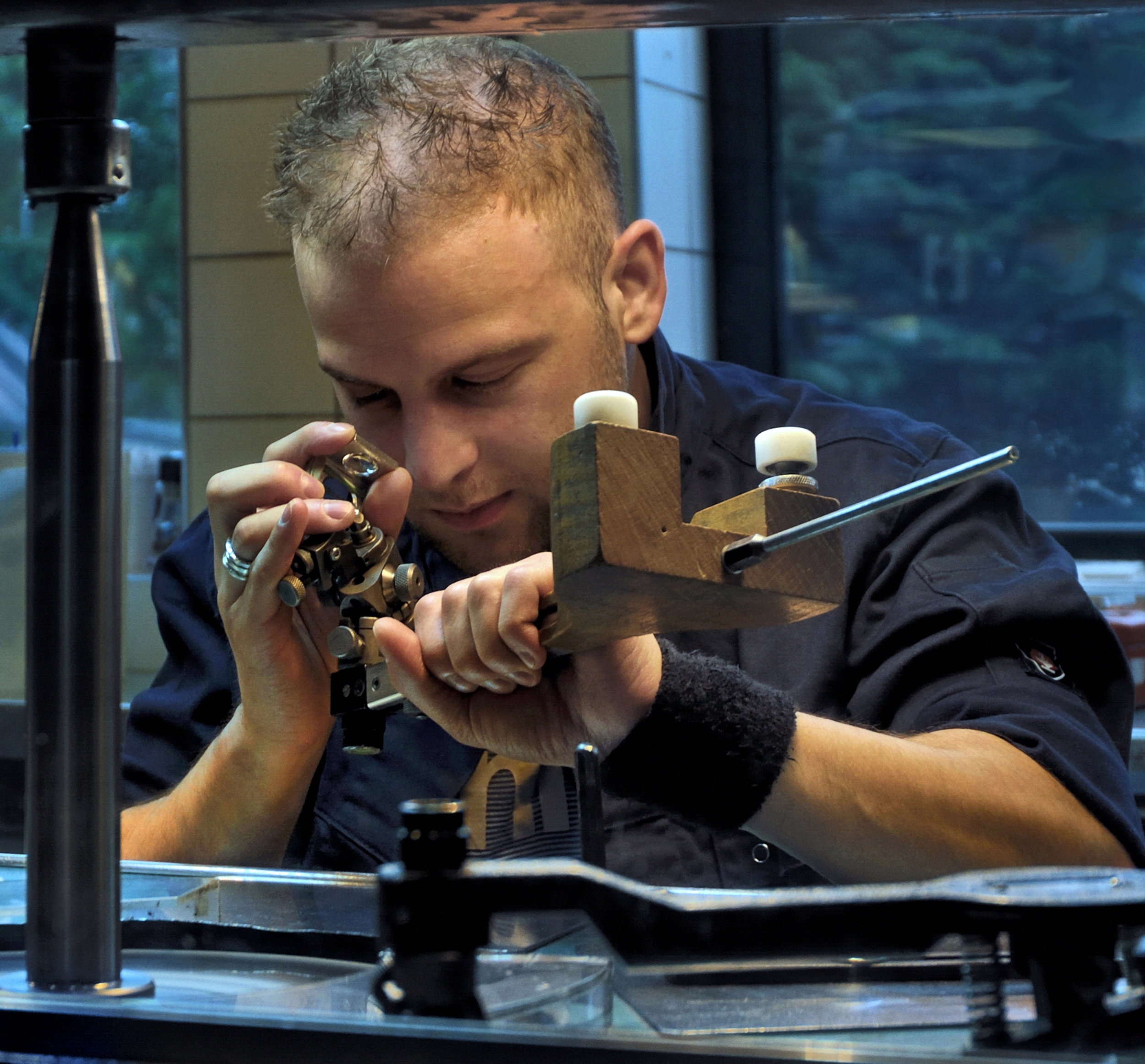
Klover

Een klover op een diamantslijperij, is een van de belangrijkste vaklieden in het bedrijf. Om van de ruwe diamant een juweel te kunnen maken, wordt de diamant op zodanige wijze gesplitst of gekloofd, dat oneffenheden of fouten in de ruwe diamant worden afgezonderd van het zuivere gedeelte. Dit kloven vereist vakkennis en ervaring om van de ruwe diamant de meest profijtelijke onderdelen af te zonderen, die dan worden geslepen.